# Jerry Rubin
Jerry Rubin (Cincinnati, 14 de julio de 1938 - Los Ángeles, 28 de noviembre de 1994) fue un activista social estadounidense activo entre los años 1960 y los años 1970 y posteriormente empresario.

## Biografía

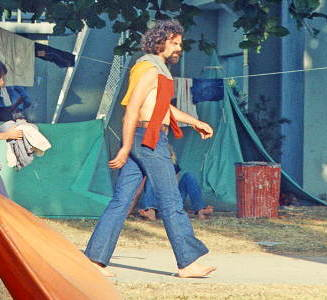
Rubin en 1972

Rubin era hijo de un repartidor de pan y representante. Nacido en Cincinnati, creció en el por aquel entonces exclusivo vecindario de Avondale. Asistió a la Escuela Secundaria Walnut Hills, donde coedita el periódico de la escuela, The Chatterbox ("El parlanchín"). Mientras asistía a la escuela secundaria empieza a escribir para el Cincinnati Post, recopilando puntuaciones deportivas de los juegos de la escuela. Más tarde se diploma en sociología en la Universidad de Cincinnati.
Sus padres fallecieron en 10 meses, uno después de otro, dejando a Jerry como único encargado de cuidar a su hermano menor Gil. Jerry quería enseñar a Gil acerca del mundo y decidió llevarlo a la India, pero al enterarse, varios familiares le amenazaron con luchar para obtener la custodia de Gil y Jerry decide llevar a su hermano a Tel-Aviv. Allí aprende hebreo y más tarde decide quedarse a vivir en un  kibutz en Israel.
Más tarde decide asistir a la Universidad de California en Berkeley en 1964, pero deja los estudios para dedicarse al activismo social. La primera protesta de Jerry fue en Berkeley, contra el rechazo de una tienda de ultramarinos local a contratar afroamericanos.

### Chicago Seven
Rubin organizó el VDC (Comité del Día de Vietnam), lideró algunas de las primeras protestas contra la Guerra de Vietnam, y fue cofundador de los Yippies (Partido Internacional de la Juventud), y promotor de Pigasus, el cerdo candidato a presidente. Jugó un rol fundamental en la interrupción de la Convención Nacional Demócrata de 1968 en Chicago. Junto con otros seis (Abbie Hoffman, Rennie Davis, John Froines, David Dellinger, Lee Weiner, y Tom Hayden; Bobby Seale era parte del grupo original pero fue excluido después), Rubin fue colocado en un juicio por conspiración por saltarse las normas estatales con la intención de incitar los disturbios.
Julius Hoffman fue el juez que presidía. Los acusados fueron comúnmente referidos como los "Chicago Seven" o Siete de Chicago (tras la exclusión de Seale). Aunque cinco de los siete restantes acusados injustamente fueron declarados por el tribunal culpables de incitar disturbios, las condenas fueron luego revocadas por apelación.

### Publicación
Las creencias anti-establishment, influenciadas por ideas anarquistas, de Jerry Rubin fueron explicadas en su libro DO IT!: Scenarios of the Revolution (¡HAZLO!: Escenarios de la Revolución, Simon and Schuster, 1970, ISBN 0-671-20601-X), con introducción de Eldridge Cleaver del Partido Pantera Negra y diseño de Quentin Fiore.

### Éxito como empresario
Después de que terminase la Guerra de Vietnam, Rubin cambia su visión política y se convierte en emprendedor y hombre de negocios, siendo uno de los primeros inversores de Apple Computer.
En la década de 1980 se embarca en una gira-debate con Abbie Hoffman titulada "Yippie versus Yuppie". El argumento de Rubin en los debates era que el activismo fue una ardua labor, que el uso indebido de drogas, el sexo y la propiedad privada ha hecho de la contracultura "una sociedad de miedo en sí misma", y que "la creación de riqueza es la verdadera revolución[cita requerida] de América- lo que necesitamos es una infusión de capital en las zonas deprimidas de nuestro país", según sus palabras. Una caricatura política de ese tiempo mostró dos bocetos de Rubin -primero como un hippie, usando un botón que dice "Chicago 7" y luego como un hombre de negocios en traje, usando un botón que dice "S & P 500." 
Las diferencias de Rubin con Hoffman fueron de principios, más que personales. Cuando Hoffman murió aparentemente por suicidio en 1989, Rubin fue uno de los dos miembros de los Siete de Chicago que asistió a su funeral, siendo el otro David Dellinger.
Rubin murió en 1994 atropellado por una moto cuando cruzaba imprudentemente una calle de Los Ángeles. Está enterrado en el cementerio Hillside Memorial Park en Culver, California.
En la película sobre Abbie Hoffman, Roba esta película, Rubin fue retratado por Kevin Corrigan. En la película de 2020 The Trial of the Chicago Seven fue interpretado por Jeremy Strong.